# Dream Cycle
Dream Cycle este o serie de povestiri de H. P. Lovecraft. Aceste povești prezintă o uriașă dimensiune alternativă numită Dreamlands în care se poate ajunge doar prin vise.

O hartă a Dreamworld realizată de Jack Gaughan (1967).

### Geografie
Dreamlands este aparent împărțit în 4 regiuni:
- Vestul (Locul de amplasare: Pașii Somnului Adânc, portul Dylath-Leen (cel mai mare oraș din Dreamlands), orașul  Ulthar (în care niciun om are voie să ucidă o pisică),[2] Hlanith (un oraș de coastă aflat lângă junglă), Ilarnek (capitala comerțului din deșert), Mnar, ruinele de la Sarnath și Pădurea fermecată)
- Sudul (Locul de amplasare: insula Oriab și Tărâmurile Fantastice)
- Estul (Locul de amplasare: orașul Celephaïs, creat în vis de către Regele Kuranes, cel mai mare dintre toți visătorii cuoscuți și Ținuturile Interzise)
- Nordul (Locul de amplasare: Podișul Leng, plin cu păianjeni care mănâncă oameni și ființe asemănătoare satirilor cunoscute ca oamenii din Leng"[3]).

Alte locații: Underworld (o regiune subterană de sub Dreamlands locuită de monștri), Luna (accesibilă prin intermediul unei nave și locuită de către bestiile Lunii,  creaturi aliate cu Nyarlathotep) și Kadath (un imens castel aflat sus un munte precum și domeniu al Great Ones (Cei Mari - zeii din mitologia Cthulhu).

### Altele
- Harms, Daniel (1998). „Dreamlands”. The Encyclopedia Cthulhiana (ed. 2nd ed.). Oakland, CA: Chaosium. pp. 89–91. ISBN 1-56882-119-0.